# Roger Planchon
Pour les articles homonymes, voir Planchon.
Roger Planchon, né le 12 septembre 1931 à Saint-Chamond et mort d'une crise cardiaque à l'âge de 77 ans le 12 mai 2009 à Paris 9e, est un directeur de théâtre, metteur en scène, dramaturge, cinéaste et comédien français. Il est l'un des plus grands représentants du Théâtre national populaire, héritier de Jean Vilar, et un artisan fervent de la décentralisation théâtrale.

## Biographie

### Enfance
Ses parents quittent l'aride monde rural de l'Ardèche en quête de travail, et Roger Planchon naît à Saint-Chamond. Sa mère, une fille Nogier des Jallades, près du mont Gerbier-de-Jonc, est femme de chambre et son père plongeur dans un hôtel avant d'acquérir un bistrot à Lyon. Le jeune garçon partage son enfance entre les quartiers populaires de la ville et la ferme du grand-père à Borée, sur les hauts-plateaux ardéchois. Pendant la guerre, il se charge de faire passer les messages des maquisards ce qui lui vaut de recevoir la Croix de guerre à l'âge de treize ans. À la fin de l'école primaire, il est inscrit dans un établissement des Frères des écoles chrétiennes où il est pensionnaire. Grâce à l'attention bienveillante d'un enseignant il découvre l'art, la poésie et surtout le cinéma, sa première passion.

### Théâtre

#### Les débuts

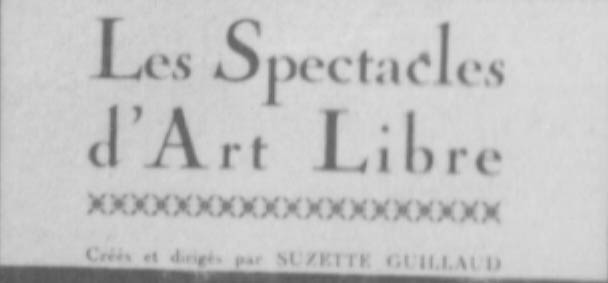
Les Spectacles d'art libre organisés par Suzette Guillaud chez qui Roger Planchon prend des cours d'art dramatique

Après le collège, son père l'oriente vers le métier de cuisinier, mais son destin est déjà tracé : employé de banque le jour, il hante la nuit les caves existentialistes lyonnaises de l'après-guerre où l'on écoute du jazz et de la poésie. Nourri de la littérature qu'il dévore en autodidacte, il fait ses débuts en disant des poèmes de Charles Baudelaire, Arthur Rimbaud, René Char, Jules Laforgue, Henri Michaux, dans une cave de la presqu'île, rue Bellecordière. De poésie en théâtre, il lit les ouvrages sur les nouvelles théories, les revues littéraires qui consacrent leurs articles à des auteurs inconnus en France, voit les spectacles de Jean Vilar à Paris et au festival d'Avignon, les programmations novatrices de Charles Gantillon au Théâtre des Célestins. Il suit les cours d'art dramatique de Suzette Guillaud où il rencontre les premiers compagnons de la grande traversée : Alain Mottet, Claude Lochy (le futur compositeur de la musique de ses spectacles), Robert Gilbert (son futur administrateur). Avec ses amis et Isabelle Sadoyan qui les a rejoints, il monte ses premiers spectacles, donnés dans les salles paroissiales comme celle du Quai Saint-Antoine sur les bords de Saône : La Mort joyeuse, arlequinade de Nicolaï Evreinov et Les Chemins clos, pièce de Claude Lochy en 1949 ; Le Songe d'une nuit d'été de William Shakespeare en 1950. Le 22 mai 1950, les jeunes comédiens se déclarent en compagnie constituée, encore amateur, la Compagnie Que Vlo-ve, du nom de l'une des nouvelles de L'Hérésiarque de Guillaume Apollinaire et présentent, en juin 1950, Bottines, collets montés, parade burlesque 1900, d’après Georges Courteline et Eugène Labiche, au concours du théâtre universitaire et amateur de Mâcon dont ils remportent le premier prix.

#### Lyon
En 1952, il crée le Théâtre de la Comédie de Lyon, qui devient le premier théâtre de province à jouer tous les soirs. À la suite d'un déficit du Théâtre de la comédie, Planchon fait appel au tutorat pour le faire survivre. La mairie de Lyon lui donne une subvention de 10 millions de francs pour relancer la troupe du théâtre de la Comédie.
Il rencontre Bertolt Brecht en 1954 et, dès 1956, met en scène presque intégralement Grand-peur et misère du Troisième Reich, puis développe sa vision propre du réalisme[Lequel ?].

#### Le Théâtre National Populaire à Villeurbanne
En 1957, il se voit confier le Théâtre de la Cité ouvrière de Villeurbanne. Il obtient pour ses acteurs le statut de troupe permanente en 1959 et raccourcit le nom du lieu en Théâtre de la Cité en 1960.
Après avoir mis en scène le Tartuffe de Molière, une première fois en 1962, Roger Planchon s'en empare de nouveau en 1967 pour le Festival d'Avignon, puis en 1973 et la présente tous les ans en tournée jusqu'en 1977. "Saluée par la critique mais controversée pour son propos provocateur, sa mise en scène donne à voir en Tartuffe un séduisant jeune homme libertin qui suscite de la part d'Orgon un amour homosexuel éperdu. Planchon assume lui-même le rôle", cette mise en scène reste une référence.
En 1972, le ministre de la culture, Jacques Duhamel, offre au Théâtre de la Cité le label de Théâtre national populaire. Planchon en prend la direction, qu’il partage avec Robert Gilbert et Patrice Chéreau, puis avec Georges Lavaudant. Christian Schiaretti lui succède en 2002[réf. nécessaire].
Planchon est une figure importante de la décentralisation théâtrale. Il met en scène Brecht, Molière, Shakespeare, Calderón, des créations d'auteurs contemporains, d'Arthur Adamov à Michel Vinaver. Il a inspiré depuis 50 ans de grands metteurs en scène comme Patrice Chéreau. Les mises en scène de Roger Planchon sont avant tout une histoire de lieu. Son théâtre est critique et populaire. Il a mené, dans toute son œuvre, une réflexion importante sur l’Histoire. Il élabore une réflexion critique sur les œuvres, qui inaugure un débat sur le rôle que le théâtre joue et doit selon lui jouer dans la société, ainsi que sur le lien entre destin individuel et collectif. Il se tourne vers un théâtre populaire, le théâtre étant pour lui le meilleur moyen de réaliser des actions populaires en faisant découvrir au grand public les classiques. . Il a tenu une douzaine de rôles en vingt-cinq ans, notamment dans ses propres mises en scène de Tartuffe, George Dandin, Le Triomphe de l'amour, L'Avare...

### Écriture
Son origine rurale inspirera nombre de ses pièces, comme La Remise. Le sujet de la vie rurale revient fréquemment dans ses écrits[réf. nécessaire].

### Récitant
Dans les années 1975 il participe comme récitant à certains enregistrements de la collection de disques pour enfants "Musica Poetica, le Orff-Schulwerk" sous la direction de Jos Wuytack.

### Cinéma

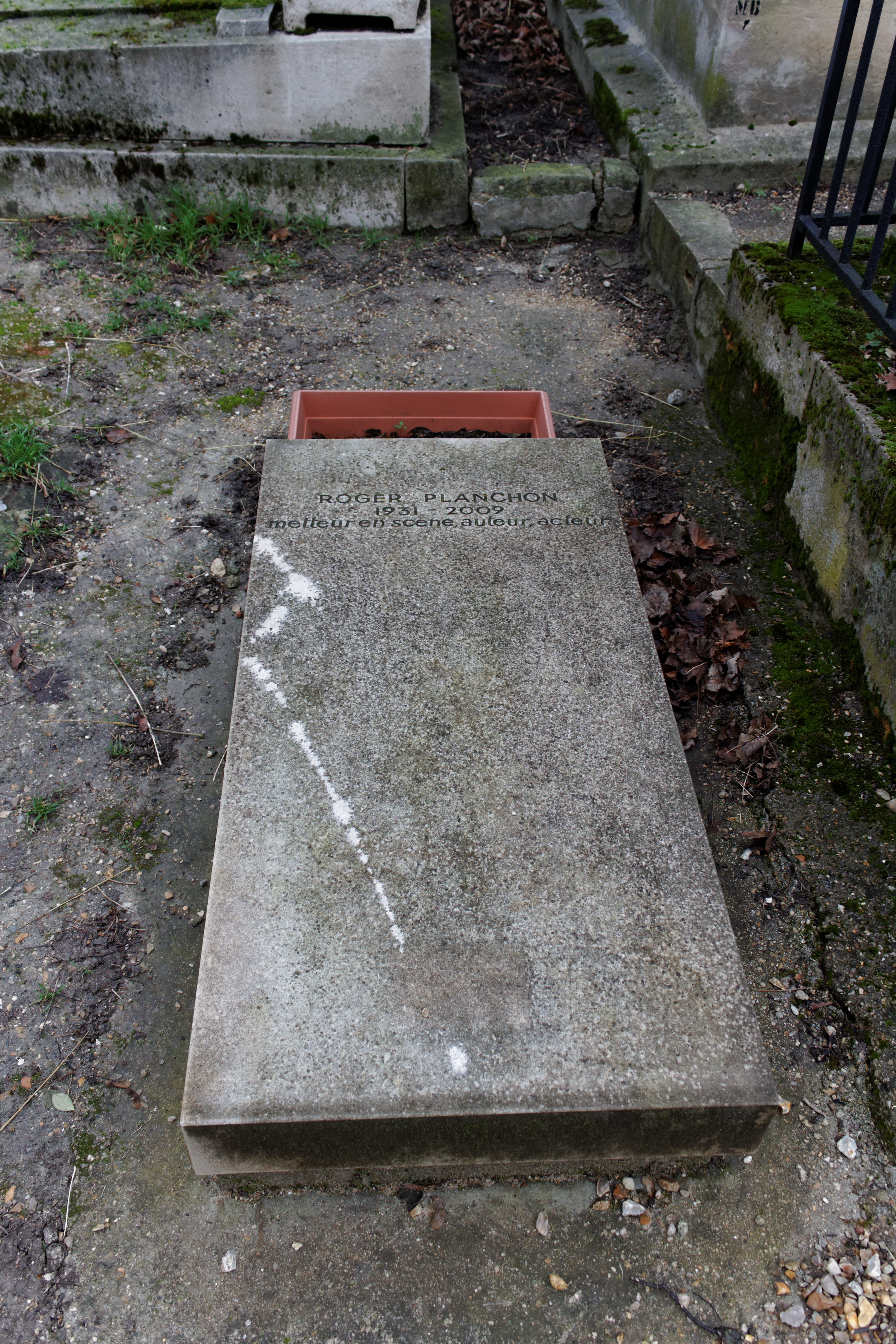
Tombe au cimetière du Père-Lachaise.

Au cinéma il réalise trois longs métrages : Dandin en 1987 (d'après la pièce éponyme de Molière), Louis, enfant roi en 1993 (sur l'enfance de Louis XIV) et Lautrec en 1998 (sur le peintre Toulouse-Lautrec).
Il a consacré sa vie à la décentralisation théâtrale, mais également cinématographique. En 1990, il fonde Rhône-Alpes Cinéma et ouvre en 2002 un studio de cinéma de 902 m2 transformable en un Théâtre Studio de 700 places, le Studio 24, situé à Villeurbanne[citation nécessaire].
Il a aussi codirigé, aux côtés de Robert Gilbert, les cinémas CNP fondés en 1968, avant de revendre les trois salles, malgré les protestations des salariés, à Galeshka Moravioff en 1998. Les trois cinémas sont maintenus en activité pendant encore dix ans. Trois mois après la disparition de Roger Planchon, en septembre 2009, l'Odéon est fermé et l'avenir des deux autres salles incertain. Les deux CNP (Bellecour et Terreaux) sont finalement rouverts respectivement en 2015 et 2016 à la suite de leur rachat et de leur rénovation par la société « Cinémas Lumière » présidée par Thierry Frémaux.

### Fin de vie
En 2002, Christian Schiaretti lui succède à la direction du TNP ; il crée sa propre compagnie avec laquelle il continue d'écrire et de mettre en scène jusqu'à son décès.
Décédé le 12 mai 2009, il est inhumé au cimetière du Père-Lachaise (22e division).

### Hommage
Une salle de spectacle de deux cents places porte désormais le nom de Salle Roger Planchon, dans sa ville natale de Saint-Chamond.

## Décorations
- Commandeur de l'ordre des Arts et des Lettres (1998)[15]

## Théâtre

### Comédien
- 1950 : Bottines et collets montés d'après Eugène Labiche et Georges Courteline, mise en scène Roger Planchon, Théâtre de la Comédie de Lyon
- 1950 : Faust Hamlet d'après Thomas Kyd et Christopher Marlowe, mise en scène Roger Planchon, Théâtre de la Comédie de Lyon
- 1951 : La Nuit des rois de William Shakespeare, mise en scène Roger Planchon, Théâtre de la Comédie de Lyon
- 1951 : Bottines et collets montés d'après Eugène Labiche et Georges Courteline, mise en scène Roger Planchon, Théâtre de la Comédie de Lyon
- 1952 : Les Joyeuses Commères de Windsor de William Shakespeare, mise en scène Roger Planchon, Théâtre de la Comédie de Lyon
- 1952 : La vie est un songe de Pedro Calderón de la Barca, mise en scène Roger Planchon, Théâtre de la Comédie de Lyon
- 1952 : Claire de René Char, mise en scène Roger Planchon, Théâtre de la Comédie de Lyon
- 1953 : Les Aventures de Rocambole de Lucien Dabril d'après Rocambole de Ponson du Terrail, mise en scène Roger Planchon, Théâtre de la Comédie de Lyon
- 1953 : Le Sens de la marche d'Arthur Adamov, mise en scène Roger Planchon, Théâtre de la Comédie de Lyon
- 1953 : Liliom de Ferenc Molnár, mise en scène Roger Planchon, Théâtre de la Comédie de Lyon
- 1954 : Le Professeur Taranne d'Arthur Adamov, mise en scène Roger Planchon, Théâtre de la Comédie de Lyon
- 1954 : La Bonne Âme du Se-Tchouan de Bertolt Brecht, mise en scène Roger Planchon, Festival de Lyon, Théâtre de la Comédie de Lyon
- 1954 : Édouard II de Christopher Marlowe, mise en scène Roger Planchon, Festival de Lyon, Théâtre de la Comédie de Lyon
- 1955 : Victor ou les enfants au pouvoir de Roger Vitrac, mise en scène Roger Planchon, Théâtre de la Comédie de Lyon
- 1956 : Aujourd'hui ou Les Coréens de Michel Vinaver, mise en scène Roger Planchon, Théâtre de la Comédie de Lyon
- 1958 : La Bonne Âme du Se-Tchouan de Bertolt Brecht, mise en scène Roger Planchon, Théâtre de la Cité de Villeurbanne
- 1959 : Henri IV de William Shakespeare, mise en scène Roger Planchon, Théâtre de l'Ambigu
- 1959 : Falstaff de William Shakespeare, mise en scène Roger Planchon, Théâtre de l'Ambigu
- 1959 : La Seconde Surprise de l'amour de Marivaux, mise en scène Roger Planchon, Théâtre Montparnasse
- 1959 : Les Trois Mousquetaires d'Alexandre Dumas, mise en scène Roger Planchon, Théâtre de l'Ambigu
- 1960 : Les Âmes mortes de Nicolas Gogol, mise en scène Roger Planchon, Théâtre de la Cité de Villeurbanne
- 1960 : Les Trois Mousquetaires d'Alexandre Dumas, mise en scène Roger Planchon, Festival de Baalbeck, Festival d'Édimbourg
- 1960 : La Seconde Surprise de l'amour de Marivaux, mise en scène Roger Planchon, Théâtre de la Cité de Villeurbanne
- 1961 : Les Trois Mousquetaires d'Alexandre Dumas, mise en scène Roger Planchon, Festival de Vienne
- 1962 : Tartuffe de Molière, mise en scène Roger Planchon, Théâtre de la Cité de Villeurbanne
- 1962 : La Remise de Roger Planchon, Théâtre de la Cité de Villeurbanne, Odéon-Théâtre de France en 1964
- 1963 : Les Trois Mousquetaires d'Alexandre Dumas, mise en scène Roger Planchon, Moscou, Théâtre de la Cité de Villeurbanne
- 1968 : Les Trois Mousquetaires d'Alexandre Dumas, mise en scène Roger Planchon, Théâtre de la Cité de Villeurbanne
- 1969 : L'Infâme de Roger Planchon, mise en scène de l'auteur, Théâtre de la Cité de Villeurbanne
- 1970 : L'Infâme de Roger Planchon, mise en scène de l'auteur, Théâtre Montparnasse, tournée
- 1972 : Le Massacre à Paris de Christopher Marlowe, mise en scène Patrice Chéreau, TNP Villeurbanne
- 1972 : La Langue au chat de Roger Planchon, mise en scène de l'auteur et Gilles Chavassieux, Théâtre du Gymnase, Maison de la Culture de Reims, TNP Villeurbanne, Théâtre de Nice
- 1973 : Le Tartuffe de Molière, mise en scène Roger Planchon, TNP
- 1976 : Gilles de Rais de Roger Planchon, mise en scène Roger Planchon, TNP Villeurbanne
- 1977 : Gilles de Rais de Roger Planchon, mise en scène Roger Planchon, Théâtre national de Chaillot
- 1978 : Antoine et Cléopâtre de William Shakespeare, mise en scène Roger Planchon, TNP Villeurbanne, Maison de la culture de Nanterre
- 1980 : Don Juan de Molière et Athalie de Racine, mise en scène Roger Planchon, TNP Villeurbanne, Théâtre national de l'Odéon
- 1982 : Fragile Forêt de Roger Planchon, Lecture, Festival d'Avignon
- 1982 : Alice, par d'obscurs chemins... de Roger Planchon, Lecture, Festival d'Avignon
- 1983 : Alice, par d'obscurs chemins... de Roger Planchon, mise en scène Roger Planchon, TNP Villeurbanne
- 1987 : George Dandin de Molière, mise en scène Roger Planchon, TNP Villeurbanne, tournée 1988
- 1991 : Le Vieil Hiver de Roger Planchon, mise en scène de l'auteur, TNP Villeurbanne
- 1992 : Le Vieil Hiver de Roger Planchon, mise en scène de l'auteur, Théâtre national de la Colline
- 1995 : Le Radeau de la Méduse de Roger Planchon, mise en scène de l'auteur, TNP Villeurbanne
- 1996 : Le Triomphe de l'amour de Marivaux, mise en scène Roger Planchon, TNP Villeurbanne
- 1997 : Le Radeau de la Méduse de Roger Planchon, mise en scène de l'auteur, Théâtre national de la Colline
- 1998 : Le Triomphe de l'amour de Marivaux, mise en scène Roger Planchon, TNP, Odéon-Théâtre de l'Europe
- 1999 : L'Avare de Molière, mise en scène Roger Planchon, TNP Villeurbanne
- 2000 : Le Cochon noir de Roger Planchon, mise en scène de l'auteur, TNP Villeurbanne, Théâtre national de la Colline
- 2000 : Le Cochon noir de Roger Planchon, mise en scène de l'auteur, TNP Villeurbanne, Théâtre national de la Colline
- 2001 : L'Avare de Molière, mise en scène Roger Planchon, Odéon-Théâtre de l'Europe
- 2004 : S'agite et se pavane d'Ingmar Bergman, mise en scène Roger Planchon, Théâtre Comedia
- 2005 : Le Génie des forêts d'Anton Tchekhov, mise en scène Roger Planchon, TNP Villeurbanne
- 2005 : Célébration d'Harold Pinter, mise en scène Roger Planchon, Théâtre du Rond-Point
- 2006 : Le Génie des forêts d'Anton Tchekhov, mise en scène Roger Planchon, Théâtre Gérard Philipe
- 2006 : Le Temps d'une soirée d'Harold Pinter, mise en scène Roger Planchon, Théâtre Gobetti Turin
- 2006 : Soirée de gala d'Anton Tchekhov
- 2006 : Gorki, l'exilé de Capri de Jean-Marie Rouart, mise en scène Jacques Rosner, Moscou, Saint-Pétersbourg, Espace Cardin
- 2007 : Œdipe 2007 à Colone de Roger Planchon
- 2008 : Amédée ou Comment s'en débarrasser d'Eugène Ionesco, Studio 24 Villeurbanne
- 2009 : Amédée ou Comment s'en débarrasser d'Eugène Ionesco, Théâtre Silvia Monfort

### Metteur en scène
- 1950 : Bottines et collets montés d'après Eugène Labiche et Georges Courteline, Théâtre de la Comédie de Lyon
- 1950 : Faust Hamlet d'après Thomas Kyd et Christopher Marlowe, Théâtre de la Comédie de Lyon
- 1951 : La Nuit des rois de William Shakespeare, Théâtre de la Comédie de Lyon
- 1952 : Les Joyeuses Commères de Windsor de William Shakespeare, Théâtre de la Comédie de Lyon
- 1952 : La vie est un songe de Pedro Calderón de la Barca, Théâtre de la Comédie de Lyon
- 1952 : Claire de René Char, Théâtre de la Comédie de Lyon
- 1953 : Les Aventures de Rocambole de Lucien Dabril d'après Rocambole de Ponson du Terrail, Théâtre de la Comédie de Lyon
- 1953 : Le Professeur Taranne et Le Sens de la marche d'Arthur Adamov, Théâtre de la Comédie de Lyon
- 1953 : Liliom de Ferenc Molnár, Théâtre de la Comédie de Lyon
- 1954 : La Bonne Âme du Se-Tchouan de Bertolt Brecht, Festival de Lyon, Théâtre de la Comédie de Lyon
- 1954 : La Cruche cassée d'Heinrich von Kleist, Théâtre de la Comédie de Lyon
- 1954 : Édouard II de Christopher Marlowe, Festival de Lyon, Théâtre de la Comédie de Lyon
- 1955 : Victor ou les enfants au pouvoir de Roger Vitrac, Théâtre de la Comédie de Lyon
- 1956 : Aujourd'hui ou Les Coréens de Michel Vinaver, Théâtre de la Comédie de Lyon
- 1957 : Paolo Paoli de Arthur Adamov, Théâtre de la Comédie de Lyon
- 1958 : La Bonne Âme du Se-Tchouan de Bertolt Brecht, Théâtre de la Cité de Villeurbanne
- 1958 : George Dandin de Molière, Théâtre de la Cité de Villeurbanne
- 1959 : Henri IV de William Shakespeare, Théâtre de l'Ambigu
- 1959 : Falstaff de William Shakespeare, Théâtre de l'Ambigu
- 1959 : La Seconde Surprise de l'amour de Marivaux, Théâtre Montparnasse, Théâtre de la Cité de Villeurbanne
- 1959 : On ne saurait penser à tout d'Alfred de Musset, Théâtre Montparnasse
- 1959 : Les Trois Mousquetaires d'Alexandre Dumas, Théâtre de l'Ambigu
- 1960 : Les Âmes mortes de Nicolas Gogol, Théâtre de la Cité de Villeurbanne, Odéon-Théâtre de France
- 1960 : Édouard II de Christopher Marlowe, Chorégies d'Orange, Festival de Baalbeck
- 1961 : Schweik dans la Seconde Guerre mondiale de Bertolt Brecht, Théâtre de la Cité de Villeurbanne, Théâtre des Champs-Élysées
- 1961 : Édouard II de Christopher Marlowe, Théâtre de la Cité de Villeurbanne, Théâtre des Champs-Élysées
- 1962 : La Remise de Roger Planchon, Théâtre de la Cité de Villeurbanne, Odéon-Théâtre de France en 1964
- 1962 : Tartuffe de Molière, Théâtre de la Cité de Villeurbanne
- 1963 : O m'man Chicago..., Théâtre de la Cité de Villeurbanne
- 1964 : Le Tartuffe, Odéon-Théâtre de France[16]
- 1964 : Troïlus et Cressida de William Shakespeare, Odéon-Théâtre de France[17]
- 1964 : Schweik dans la Seconde Guerre mondiale de Bertolt Brecht, Théâtre de la Cité de Villeurbanne
- 1966 : Bérénice de Racine, Théâtre de la Cité de Villeurbanne
- 1966 : Richard III de William Shakespeare, Festival d'Avignon, Théâtre de la Cité de Villeurbanne
- 1967 : Tartuffe de Molière, reprise au Festival d'Avignon de la pièce de 1964
- 1967 : Bleus, blancs, rouges ou les libertins de Roger Planchon, Théâtre de la Cité de Villeurbanne, Festival d'Avignon
- 1968 : Dans le vent de Roger Planchon, Théâtre de la Cité de Villeurbanne
- 1969 : La Contestation et la mise en pièces de la plus illustre des tragédies françaises "Le Cid" de Pierre Corneille, Théâtre de la Cité de Villeurbanne[18], Théâtre Montparnasse
- 1970 : L'Infâme de Roger Planchon, Théâtre Montparnasse
- 1972 : La Langue au chat de Roger Planchon, mise en scène de l'auteur et Gilles Chavassieux
- 1973 : Par-dessus bord de Michel Vinaver, TNP Villeurbanne, Théâtre national de l'Odéon en 1974
- 1973 : Le Tartuffe de Molière, TNP, , Théâtre de la Porte-Saint-Martin
- 1973 : Le Cochon noir de Roger Planchon, TNP, Festival d'Avignon, Théâtre de la Porte-Saint-Martin
- 1974 : Folies bourgeoises de Roger Planchon, Comédie de Saint-Étienne, Théâtre de la Porte-Saint-Martin
- 1975 : A.A. Les Théâtres d'Arthur Adamov, TNP Villeurbanne
- 1976 : Gilles de Rais de Roger Planchon, TNP Villeurbanne
- 1977 : Péricles, prince de Tyr de William Shakespeare, TNP Villeurbanne
- 1978 : Antoine et Cléopâtre de William Shakespeare, TNP Villeurbanne
- 1979 : No Man's Land d'Harold Pinter, TNP Villeurbanne, Théâtre du Gymnase Marie Bell
- 1980 : Athalie de Racine, TNP Villeurbanne, Théâtre national de l'Odéon
- 1982 : Ionesco d'après Eugène Ionesco, TNP Villeurbanne, Théâtre national de Strasbourg
- 1983 : Où boivent les vaches de Roland Dubillard, TNP Villeurbanne
- 1983 : Alice, par d'obscurs chemins... de Roger Planchon, TNP Villeurbanne
- 1986 : L'Avare de Molière, TNP Villeurbanne, Théâtre Mogador
- 1987 : George Dandin de Molière, TNP Villeurbanne, Théâtre Mogador
- 1989 : Andromaque de Racine, TNP Villeurbanne, avec Richard Berry (Oreste) et Miou-Miou (Hermione)
- 1991 : Le Vieil Hiver de Roger Planchon, TNP Villeurbanne
- 1991 : Fragile Forêt de Roger Planchon, TNP Villeurbanne
- 1995 : Le Radeau de la Méduse de Roger Planchon, TNP Villeurbanne
- 1995 : Occupe-toi d'Amélie de Georges Feydeau, Comédie-Française
- 1996 : La Tour de Nesle de Roger Planchon d'après Alexandre Dumas, Théâtre de Nice, TNP Villeurbanne
- 1996 : Le Triomphe de l'amour de Marivaux, TNP Villeurbanne
- 1998 : Les Démons d'après Fiodor Dostoïevski, Opéra-Comique, TNP Villeurbanne
- 1998 : La Dame de chez Maxim de Georges Feydeau, Opéra-Comique, TNP Villeurbanne
- 1999 : L'Avare de Molière, TNP Villeurbanne
- 2000 : Le Cochon noir de Roger Planchon, TNP Villeurbanne, Théâtre national de la Colline
- 2000 : Le Chant du cygne et autres histoires d'Anton Tchekhov, TNP Villeurbanne
- 2001 : Félicie, la provinciale de Marivaux, TNP Villeurbanne
- 2004 : Emmanuel Kant de Thomas Bernhard, TNP Villeurbanne
- 2004 : S'agite et se pavane d'Ingmar Bergman, Théâtre Comedia
- 2005 : Le Génie des forêts d'Anton Tchekhov, TNP Villeurbanne
- 2005 : Célébration d'Harold Pinter, Théâtre du Rond-Point
- 2006 : Le Nouvel Ordre mondial et autres pièces politiques : La Langue de la montagne, Le Coup de l'étrier, Précisément, Le Temps d'une soirée d'Harold Pinter, Théâtre Gobetti Turin, à l'occasion de la remise du 10e Prix Europe pour le théâtre à Harold Pinter
- 2006 : Soirée de gala d'Anton Tchekhov
- 2007 : Œdipe 2007 à Colone de Roger Planchon, Théâtre Due Parme, Teatro Stabile Turin, Studio 24 Villeurbanne
- 2008 : Amédée ou Comment s'en débarrasser d'Eugène Ionesco, Studio 24 Villeurbanne

## Filmographie

### Acteur
- 1978: Molière ou la vie d'un Honnête homme de Ariane Mnouchkine : Colbert
- 1978: Les Routes du sud de Joseph Losey : avocat parisien
- 1978 : Le Dossier 51 de Michel Deville : Esculape 1
- 1979 : I... comme Icare de Henri Verneuil : Professeur David Naggara
- 1982 : Légitime Violence de Serge Leroy : Philippe Miller
- 1982 : Le Retour de Martin Guerre de Daniel Vigne : Jean de Coras
- 1982 : Le Grand Frère (film) de Francis Girod : Inspecteur Valin
- 1983 : Danton d'Andrzej Wajda : Fouquier-Tinville
- 1984 : La Septième Cible de Claude Pinoteau: Commissaire Paillard
- 1988 : Camille Claudel de Bruno Nuytten : Morhardt
- 1989 : Radio Corbeau d'Yves Boisset : Faber
- 1990 : Jean Galmot, aventurier d'Alain Maline : Castellane
- 1991 : L'Année de l'éveil de Gérard Corbiau : Le capitaine

### Réalisateur
- 1988 : Dandin
- 1993 : Louis, enfant roi
- 1998 : Lautrec

## Publications
- Ouvrages de Roger Planchon
  - Apprentissages : mémoires, Plon, Paris, 2004, 629 p.  (ISBN 2-259-19108-8)
  - Théâtre complet, Gallimard, Paris, 2010, 738 p.  (ISBN 978-2-07-013173-0)

### Webographie
- « Roger Planchon, loup solitaire du théâtre public, Jean-Jacques Lerrant »(Archive.org • Wikiwix • Archive.is • Google • Que faire ?)
- Fonds Roger Planchon, BnF, département des Arts du spectacle

### Vidéographie
- Documentaire : "Roger Planchon, un conteur sur les planches" (portrait de Roger Planchon à travers la création d’une de ses dernières pièces, de l’écriture à la première en Italie) – 52’- France 3 - 2007- Réalisation de François Chayé - Produit par Pierre Bouteiller.
- Série de documents consacrés à Roger Planchon conservés par l'INA
- Rétrospective consacrée à Roger Planchon par France 3 Rhône-Alpes Auvergne